# Science-Fiction-Jahr 1870
Übersicht

◄◄ | ◄ | 1866 | 1867 | 1868 | 1869 | Science-Fiction-Jahr 1870 | 1871 | 1872 | 1873 | 1874 | ► | ►►

Weitere Ereignisse

## Neuerscheinungen Literatur
| Deutscher Titel   | Deutschsprachiges Erscheinungsjahr | Originaltitel     | Autor       | Anmerkungen |
| ----------------- | ---------------------------------- | ----------------- | ----------- | ----------- |
| Reise um den Mond | 1873                               | Autour de la lune | Jules Verne |             |

## Geboren
- Hermann Brandau
- Robert Fuchs-Liska († 1935)
- Ernst Modersohn († 1948)
- Margarete Schubert († 1930)
- Adolf Sommerfeld († 1943)